# Anaea peralta
Anaea peralta är en fjärilsart som beskrevs av Hall 1929. Anaea peralta ingår i släktet Anaea och familjen praktfjärilar. Inga underarter finns listade i Catalogue of Life.